# Plan B (film 2010)
Plan B (ang.: The Back-up Plan, 2010) – amerykańska komedia romantyczna w reżyserii Alana Poula.

## Obsada
- Jennifer Lopez jako Zoe
- Alex O’Loughlin jako Stan
- Danneel Harris jako Olivia
- Eric Christian Olsen jako Clive
- Anthony Anderson jako Dad
- Noureen DeWulf jako Daphne
- Michaela Watkins jako Mona
- Melissa McCarthy jako Carol
- Tom Bosley jako Arthur
- Linda Lavin jako Nana

i inni.